# 平民主義
平民主義（へいみんしゅぎ）ないし平民的欧化主義（へいみんてきおうかしゅぎ）とは、自由民権運動期の日本で雑誌『国民之友』・新聞『國民新聞』の主筆であった徳富蘇峰によって唱えられた主張。日本は、一般国民（平民）の側からの西洋文明の受容による近代化を推し進めるべきだとの論。

## 概要
大江村（現在の熊本県熊本市大江）に大江義塾をひらき、郷里の青年の教化に努めていた時期の徳富蘇峰は、リチャード・コブデンやジョン・ブライトら英国ヴィクトリア朝の自由主義的な思想家に学び、馬場辰猪などの影響も受けて平民主義の思想を形成していった。
蘇峰のいう「平民主義（平民的欧化主義）」は、「武備ノ機関」に対して「生産ノ機関」を重視し、「生産ノ機関」を中心とする自由な生活社会・経済生活を基盤としながら、個人に固有の天賦人権の尊重と平等主義が横溢する社会の実現をめざすという、「腕力世界」に対する批判と生産力の強調を含むものであった。これは、当時の藩閥政府のみならず民権論者のなかにしばしばみられた国権主義や軍備拡張主義に対しても批判を加えるものであり、自由主義、平等主義、そして平和主義を特徴としていた。蘇峰の論は、1885年（明治18年）に自費出版した『第十九世紀日本の青年及其教育』（のちに『新日本之青年』と解題して刊行）、1886年（明治19年）に刊行された『将来之日本』に展開されたが、両者はいずれも熊本時代の研鑽の賜である。彼の論は、富国強兵、鹿鳴館、徴兵制、国会開設に沸きたっていた当時の日本社会に警鐘を鳴らすものとして世の注目を浴びたのである。
蘇峰は1886年の夏、脱稿したばかりの『将来之日本』の原稿をたずさえ、同志社英学校時代の恩師である新島襄の添状を持参して高知にあった板垣退助を訪ねたが、原稿を最初に見せたかったのが自由党党首の板垣であったといわれている。同書は蘇峰の上京後に田口卯吉の経済雑誌社より刊行されたものであるが、その華麗な文体は多くの若者を魅了し、たいへん好評を博したため、蘇峰は東京に転居して論壇デビューを果たした。
1887年（明治20年）には東京赤坂榎坂に言論団体民友社を設立し、月刊誌『国民之友』を主宰した。『国民之友』の名は、蘇峰が同志社英学校時代に愛読していたアメリカの週刊誌『ネーション』 Nation から採用したものだといわれている。民友社には弟の徳冨蘆花はじめ山路愛山・竹越与三郎・国木田独歩らが入社した。
『国民之友』は、日本近代化の必然性を説きつつも、政府の推進する「欧化主義」に対しては「貴族的欧化主義」と批判、三宅雪嶺・志賀重昂・陸羯南ら政教社の掲げる国粋主義（国粋保存主義）に対しても、国民の自由拡大と生活向上のためには上（政府・貴族）からではなく、下（平民）からの西洋化（開化）が必要だとの平民的急進主義の主張を展開して当時の言論界を二分する勢力となった。
しかし、蘇峰は日清戦争後の三国干渉に衝撃を受け、以後は国家主義、国権主義的な言論が目立つようになった。
新渡戸稲造も平民主義を唱えたが、実際に大きく広まることはなかった。